# Box-office France 2010
Cet article traite du box-office cinéma de 2010 en France.
Avec 206,9 millions d'entrées selon le CNC, les salles de cinéma françaises ont été très fréquentées cette année-là. Il faut remonter à 1967 pour trouver de meilleurs chiffres.

## Les films à succès

### Magie et rêve
C'est la troisième fois qu'un film de la saga Harry Potter se hisse en haut du classement annuel. La première partie du dernier volet de la saga fantastique, Harry Potter et les Reliques de la Mort, arrive en tête avec 6 millions d'entrées. Le film a aussi réalisé la meilleure première semaine de l'année. À l'international, le film a engrangé plus de 956 millions de dollars dans le monde, ce qui le classe troisième derrière Toy Story 3 et Alice au pays des merveilles, qui ont dépassé le milliard de dollars. Sauf que contrairement aux deux films cités, Harry Potter n'était pas diffusé en 3D. 
En dehors de Harry Potter qui a atteint la première place, on peut notamment parler d'Inception, réalisé par Christopher Nolan, qui parvient à atteindre 4,9 millions d'entrées dans l'hexagone, grâce à une appréciation unanimement positive des journalistes et du public. C'est le plus grand succès de Christopher Nolan en France et son deuxième plus gros succès dans le monde derrière The Dark Knight sorti en 2008.
Cependant, un chiffre qui contraste avec le nombre total d'entrées en France cette année : Harry Potter et les Reliques de la Mort a réalisé le plus petit score pour un numéro 1 au box-office français depuis 1992. Cette année-là, Basic Instinct avait atteint la première place avec seulement 4,6 millions d'entrées.

### Les films français
L'année 2010 fut excellente pour le cinéma français, tout autant que le fut 2009. La dernière réalisation de Guillaume Canet, Les Petits Mouchoirs, portée par un castings d'acteurs reconnus et malgré une réception critique partagée, parvient deuxième au classement annuel avec 5,4 millions d'entrées, et premier film français. Deux autres films français sont dans le top 10, Camping 2 avec presque 4 millions d'entrées, et L'Arnacœur, avec 3,7 millions d'entrées. Notons aussi le succès inattendu du film de Xavier Beauvois, Des hommes et des dieux, lauréat du Grand Prix au festival de Cannes, réalisant plus de 3 millions d'entrées grâce à un excellent bouche à oreille. Comme chaque année, plusieurs comédies dépassent le million d'entrées (Potiche, Le Mac, Fatal,…)

### Les films étrangers

#### Le succès des films d'animation
Plusieurs films d'animation ont dépassé 2 millions d'entrées, le premier étant Shrek 4 : Il était une fin avec 4,6 millions d'entrées. Notons aussi Toy Story 3 (4,3 millions), Raiponce (3,9 millions), La Princesse et la Grenouille (3,8 millions), Moi, moche et méchant (3,0 millions), et Dragons (How To Train Your Dragon) (2,3 millions).

## Scores des suites comparés à leurs prédécesseurs
- Harry Potter et les Reliques de la Mort - 1re partie confirme la tendance à la baisse de la saga. Avec 6 millions d'entrées, le film se classe dernier des épisodes de la saga, à seulement 35 495 entrées de Harry Potter et le Prince de sang-mêlé qui avait également totalisé un peu plus de 6 millions d'entrées. À noter que le film a récupéré quelques entrées en juillet 2011, lors d'une ressortie dans certains cinémas qui diffusaient les deux parties du film.
- Shrek 4 : Il était une fin fait un meilleur score que Shrek (434 597 entrées de plus) mais fait moins bien que Shrek 2 (2 569 990 entrées de moins) et Shrek le troisième (934 272 entrées de moins).
- Toy Story 3 fait mieux que le premier Toy Story, en enregistrant 1 594 466 entrées de plus. Il fait légèrement moins cependant que Toy Story 2 (178 245 entrées de différence).
- Camping 2 perd 1 512 335 entrées par rapport au premier film Camping.
- Twilight, chapitre III : Hésitation perd 270 907 spectateurs par rapport à Tentation mais reste largement au-dessus de Fascination (1 158 078 entrées de plus).
- Arthur 3 : La Guerre des deux mondes réalise le moins bon score de la série. Le film réalise 815 566 entrées de moins que Arthur et la Vengeance de Maltazard et 3 340 784 entrées en moins que le premier volet, Arthur et les Minimoys.
- Le Monde de Narnia : L'Odyssée du Passeur d'Aurore accuse une légère baisse par rapport au Prince Caspian (245 787 entrées en moins).
- Iron Man 2 progresse par rapport au premier Iron Man, en enregistrant 535 228 tickets de plus.
- Sex and the City 2 perd 688 361 entrées par rapport au premier film Sex and the City.
- Mon beau-père et nous perd 565 592 entrées par rapport au premier film Mon beau-père et moi et 458 762 entrées par rapport au second film Mon beau-père, mes parents et moi.

## Les millionnaires
Par pays d'origine des films (Pays producteur principal)
- États-Unis : 30 films
- France : 21 films
- Royaume-Uni : 2 films
- Belgique : 1 film
- Total : 54 films

| Classement | Titre                                                         | Pays                               | Réalisateur                      | Box-office France | Semaines |
| ---------- | ------------------------------------------------------------- | ---------------------------------- | -------------------------------- | ----------------- | -------- |
| 1.         | Harry Potter et les Reliques de la Mort, partie 1             |                                    | David Yates                      | 6 016 776 entrées | 12 (fin) |
| 2.         | Les Petits Mouchoirs                                          |                                    | Guillaume Canet                  | 5 457 251 entrées | 21 (fin) |
| 3.         | Inception                                                     |                                    | Christopher Nolan                | 4 915 637 entrées | 18 (fin) |
| 4.         | Shrek 4 : Il était une fin                                    |                                    | Mike Mitchell                    | 4 626 169 entrées | 18 (fin) |
| 5.         | Alice au pays des merveilles                                  | Tim Burton                         | 4 536 669 entrées                | 17 (fin)          |          |
| 6.         | Toy Story 3                                                   | Lee Unkrich                        | 4 362 701 entrées                | 21 (fin)          |          |
| 7.         | Raiponce                                                      | Byron Howard / Nathan Greno        | 3 986 786 entrées                | 20 (fin)          |          |
| 8.         | Camping 2                                                     |                                    | Fabien Onteniente                | 3 978 284 entrées | 11 (fin) |
| 9.         | Twilight - Chapitre III : Hésitation                          |                                    | David Slade                      | 3 930 577 entrées | 12 (fin) |
| 10.        | La Princesse et la Grenouille                                 | John Musker / Ron Clements         | 3 843 786 entrées                | 14 (fin)          |          |
| 11.        | L'Arnacœur                                                    |                                    | Pascal Chaumeil                  | 3 798 089 entrées | 23 (fin) |
| 12.        | Des hommes et des dieux                                       |                                    | Xavier Beauvois                  | 3 204 147 entrées | 26 (fin) |
| 13.        | Arthur 3 : La Guerre des deux mondes                          | Luc Besson                         | 3 127 246 entrées                | 14 (fin)          |          |
| 14.        | Shutter Island                                                |                                    | Martin Scorsese                  | 3 113 153 entrées | 15 (fin) |
| 15.        | Invictus                                                      |                                    | Clint Eastwood                   | 3 110 394 entrées | 17 (fin) |
| 16.        | Moi, moche et méchant                                         |                                    | Chris Renaud / Pierre Coffin     | 3 008 069 entrées | 17 (fin) |
| 17.        | Le Monde de Narnia Chapitre 3 : L'Odyssée du Passeur d'Aurore |                                    | Michael Apted                    | 2 915 509 entrées | 13 (fin) |
| 18.        | Océans                                                        |                                    | Jacques Perrin / Jacques Cluzaud | 2 874 748 entrées | 19 (fin) |
| 19.        | La Rafle                                                      |                                    | Roselyne Bosch                   | 2 851 122 entrées | 15 (fin) |
| 20.        | Iron Man 2                                                    |                                    | Jon Favreau                      | 2 575 265 entrées | 10 (fin) |
| 21.        | Robin des Bois                                                |                                    | Ridley Scott                     | 2 385 387 entrées | 10 (fin) |
| 22.        | Potiche                                                       |                                    | François Ozon                    | 2 318 221 entrées | 15 (fin) |
| 23.        | Dragons                                                       |                                    | Chris Sanders / Dean DeBlois     | 2 316 829 entrées | 17 (fin) |
| 24.        | Prince of Persia : Les Sables du Temps                        | Mike Newell                        | 2 169 011 entrées                | 10 (fin)          |          |
| 25.        | Sherlock Holmes                                               |                                    | Guy Ritchie                      | 2 143 123 entrées | 8 (fin)  |
| 26.        | Le Choc des Titans                                            |                                    | Louis Leterrier                  | 1 876 286 entrées | 9 (fin)  |
| 27.        | Night and Day                                                 |                                    | James Mangold                    | 1 755 434 entrées | 8 (fin)  |
| 28.        | L'Apprenti sorcier                                            | Jon Turteltaub                     | 1 690 564 entrées                | 11 (fin)          |          |
| 29.        | Expendables : Unité spéciale                                  |                                    | Sylvester Stallone               | 1 651 610 entrées | 8 (fin)  |
| 30.        | Les Aventures extraordinaires d'Adèle Blanc-Sec               |                                    | Luc Besson                       | 1 629 404 entrées | 16 (fin) |
| 31.        | The Social Network                                            |                                    | David Fincher                    | 1 494 682 entrées | 14 (fin) |
| 32.        | Le Mac                                                        |                                    | Pascal Bourdiaux                 | 1 481 381 entrées | 9 (fin)  |
| 33.        | Salt                                                          |                                    | Phillip Noyce                    | 1 474 193 entrées | 9 (fin)  |
| 34.        | Tout ce qui brille                                            |                                    | Géraldine Nakache / Hervé Mimran | 1 420 183 entrées | 15 (fin) |
| 35.        | Sex and the City 2                                            |                                    | Michael Patrick King             | 1 315 049 entrées | 9 (fin)  |
| 36.        | Le Voyage extraordinaire de Samy                              |                                    | Ben Stassen                      | 1 298 046 entrées | 12 (fin) |
| 37.        | Karaté Kid                                                    |                                    | Harald Zwart                     | 1 288 145 entrées | 9 (fin)  |
| 38.        | Mon beau-père et nous                                         |                                    | Paul Weitz                       | 1 277 762 entrées | 10 (fin) |
| 39.        | La Tête en friche                                             |                                    | Jean Becker                      | 1 271 856 entrées | 25 (fin) |
| 40.        | Megamind                                                      |                                    | Tom McGrath                      | 1 233 106 entrées | 10 (fin) |
| 41.        | Percy Jackson : Le Voleur de foudre                           |                                    | Chris Columbus                   | 1 225 182 entrées | 8 (fin)  |
| 42.        | Fatal                                                         |                                    | Michaël Youn                     | 1 208 113 entrées | 10 (fin) |
| 43.        | Gainsbourg (vie héroïque)                                     |                                    | Joann Sfar                       | 1 199 451 entrées | 14 (fin) |
| 44.        | L'Homme qui voulait vivre sa vie                              | Éric Lartigau                      | 1 196 015 entrées                | 10 (fin)          |          |
| 45.        | Valentine’s Day                                               |                                    | Garry Marshall                   | 1 187 409 entrées | 6 (fin)  |
| 46.        | Le Dernier Maître de l'air                                    | M. Night Shyamalan                 | 1 184 473 entrées                | 9 (fin)           |          |
| 47.        | L'Agence tous risques                                         | Joe Carnahan                       | 1 179 449 entrées                | 8 (fin)           |          |
| 48.        | Les Émotifs anonymes                                          |                                    | Jean-Pierre Améris               | 1 159 326 entrées | 12 (fin) |
| 49.        | L'Immortel                                                    |                                    | Richard Berry                    | 1 129 959 entrées | 7 (fin)  |
| 50.        | L'amour, c'est mieux à deux                                   | Dominique Farrugia / Arnaud Lemort | 1 123 061 entrées                | 10 (fin)          |          |
| 51.        | L'Italien                                                     | Olivier Baroux                     | 1 111 246 entrées                | 10 (fin)          |          |
| 52.        | The Town                                                      |                                    | Ben Affleck                      | 1 086 699 entrées | 10 (fin) |
| 53.        | The Ghost Writer                                              |                                    | Roman Polanski                   | 1 081 016 entrées | 19 (fin) |
| 54.        | Un balcon sur la mer                                          |                                    | Nicole Garcia                    | 1 047 647 entrées | 11 (fin) |

## Les records par semaine
| Semaines    | Titre                                                | Pays                        | Réalisateur                  | Entrées   |
| ----------- | ---------------------------------------------------- | --------------------------- | ---------------------------- | --------- |
| 1re semaine | Harry Potter et les Reliques de la Mort - 1re partie |                             | David Yates                  | 2 537 450 |
| 2e semaine  | Les Petits Mouchoirs                                 |                             | Guillaume Canet              | 1 440 674 |
| 3e semaine  | Arthur 3 : La Guerre des deux mondes                 |                             | Luc Besson                   | 935 686   |
| 4e semaine  | Moi, moche et méchant                                |                             | Chris Renaud / Pierre Coffin | 723 634   |
| 5e semaine  | Raiponce                                             | Byron Howard / Nathan Greno | 535 531                      |           |
| 6e semaine  | Inception                                            |                             | Christopher Nolan            | 341 407   |
| 7e semaine  | Des hommes et des dieux                              |                             | Xavier Beauvois              | 218 610   |
| 8e semaine  | Des hommes et des dieux                              | 187 050                     | Xavier Beauvois              |           |
| 9e semaine  | Inception                                            |                             | Christopher Nolan            | 125 750   |
| 10e semaine | Inception                                            | 104 803                     | Christopher Nolan            |           |

## Box-office par semaine
| #  | Semaine                           | Film no 1                                                     | Pays              | Entrées           |
| -- | --------------------------------- | ------------------------------------------------------------- | ----------------- | ----------------- |
| 1  | 6 janvier au 12 janvier 2010      | Avatar                                                        |                   | 1 257 402 entrées |
| 2  | 13 janvier au 19 janvier 2010     | Avatar                                                        | 1 162 609 entrées |                   |
| 3  | 20 janvier au 26 janvier 2010     | Avatar                                                        | 1 008 441 entrées |                   |
| 4  | 27 janvier au 2 février 2010      | La Princesse et la Grenouille                                 | 876 083 entrées   |                   |
| 5  | 3 février au 9 février 2010       | Sherlock Holmes                                               |                   | 780 449 entrées   |
| 6  | 10 février au 16 février 2010     | La Princesse et la Grenouille                                 |                   | 648 024 entrées   |
| 7  | 17 février au 23 février 2010     | La Princesse et la Grenouille                                 | 699 196 entrées   |                   |
| 8  | 24 février au 2 mars 2010         | Shutter Island                                                | 1 073 540 entrées |                   |
| 9  | 3 mars au 9 mars 2010             | Shutter Island                                                | 652 161 entrées   |                   |
| 10 | 10 mars au 16 mars 2010           | La Rafle                                                      |                   | 812 932 entrées   |
| 11 | 17 mars au 23 mars 2010           | L'Arnacœur                                                    |                   | 1 167 598 entrées |
| 12 | 24 mars au 30 mars 2010           | Alice au pays des merveilles                                  |                   | 1 599 583 entrées |
| 13 | 31 mars au 6 avril 2010           | Alice au pays des merveilles                                  | 1 112 771 entrées |                   |
| 14 | 7 avril au 13 avril 2010          | Le Choc des Titans                                            |                   | 955 263 entrées   |
| 15 | 14 avril au 20 avril 2010         | Les Aventures extraordinaires d'Adèle Blanc-Sec               |                   | 642 629 entrées   |
| 16 | 21 avril au 27 avril 2010         | Camping 2                                                     |                   | 1 357 109 entrées |
| 17 | 28 avril au 4 mai 2010            | Iron Man 2                                                    |                   | 1 216 314 entrées |
| 18 | 5 mai au 11 mai 2010              | Camping 2                                                     |                   | 605 001 entrées   |
| 19 | 12 mai au 18 mai 2010             | Robin des Bois                                                |                   | 1 185 144 entrées |
| 20 | 19 mai au 25 mai 2010             | Robin des Bois                                                | 439 907 entrées   |                   |
| 21 | 26 mai au 1er juin 2010           | Prince of Persia : Les Sables du Temps                        |                   | 815 255 entrées   |
| 22 | 2 juin au 8 juin 2010             | Sex and the City 2                                            | 584 359 entrées   |                   |
| 23 | 9 juin au 15 juin 2010            | Sex and the City 2                                            | 350 890 entrées   |                   |
| 24 | 16 juin au 22 juin 2010           | L'Agence tous risques                                         | 469 720 entrées   |                   |
| 25 | 23 juin au 29 juin 2010           | Kiss and Kill                                                 | 289 852 entrées   |                   |
| 26 | 30 juin au 6 juillet 2010         | Shrek 4 : Il était une fin                                    | 1 722 859 entrées |                   |
| 27 | 7 juillet au 13 juillet 2010      | Twilight, chapitre III : Hésitation                           | 2 001 000 entrées |                   |
| 28 | 14 juillet au 20 juillet 2010     | Toy Story 3                                                   | 1 276 905 entrées |                   |
| 29 | 21 juillet au 27 juillet 2010     | Inception                                                     |                   | 1 305 534 entrées |
| 30 | 28 juillet au 3 août 2010         | Inception                                                     | 830 961 entrées   |                   |
| 31 | 4 août au 10 août 2010            | Inception                                                     | 692 969 entrées   |                   |
| 32 | 11 août au 17 août 2010           | L'Apprenti sorcier                                            |                   | 738 442 entrées   |
| 33 | 18 août au 24 août 2010           | Expendables : Unité spéciale                                  |                   | 773 121 entrées   |
| 34 | 25 août au 31 août 2010           | Salt                                                          |                   | 672 870 entrées   |
| 35 | 1er septembre au 7 septembre 2010 | Salt                                                          | 278 604 entrées   |                   |
| 36 | 8 septembre au 14 septembre 2010  | Des hommes et des dieux                                       |                   | 467 950 entrées   |
| 37 | 15 septembre au 21 septembre 2010 | Des hommes et des dieux                                       | 480 944 entrées   |                   |
| 38 | 22 septembre au 28 septembre 2010 | Des hommes et des dieux                                       | 459 929 entrées   |                   |
| 39 | 29 septembre au 5 octobre 2010    | Des hommes et des dieux                                       | 420 808 entrées   |                   |
| 40 | 6 octobre au 12 octobre 2010      | Moi, moche et méchant                                         |                   | 620 662 entrées   |
| 41 | 13 octobre au 19 octobre 2010     | Arthur 3 : La Guerre des deux mondes                          |                   | 750 950 entrées   |
| 42 | 20 octobre au 26 octobre 2010     | Les Petits Mouchoirs                                          |                   | 1 369 812 entrées |
| 43 | 27 octobre au 2 novembre 2010     | Les Petits Mouchoirs                                          | 1 440 674 entrées |                   |
| 44 | 3 novembre au 9 novembre 2010     | Les Petits Mouchoirs                                          | 801 127 entrées   |                   |
| 45 | 10 novembre au 16 novembre 2010   | Potiche                                                       | 875 112 entrées   |                   |
| 46 | 17 novembre au 23 novembre 2010   | Potiche                                                       | 569 713 entrées   |                   |
| 47 | 24 novembre au 30 novembre 2010   | Harry Potter et les Reliques de la Mort - 1re partie          |                   | 2 537 450 entrées |
| 48 | 1er décembre au 7 décembre 2010   | Harry Potter et les Reliques de la Mort - 1re partie          | 1 201 212 entrées |                   |
| 49 | 8 décembre au 14 décembre 2010    | Le Monde de Narnia Chapitre 3 : L'Odyssée du Passeur d'Aurore |                   | 706 165 entrées   |
| 50 | 15 décembre au 21 décembre 2010   | Raiponce                                                      |                   | 662 898 entrées   |
| 51 | 22 décembre au 28 décembre 2010   | Raiponce                                                      | 687 101 entrées   |                   |
| 52 | 29 décembre au 4 janvier 2011     | Raiponce                                                      | 535 531 entrées   |                   |